# Rudolf Johann von Meraviglia-Crivelli
Rudolf Johann Graf von Meraviglia-Crivelli (tschechisch Jan Štěpán hrabě Meraviglia-Crivelli; * 15. Januar 1833 in Strakonitz; † 26. Mai 1890 ebenda) war ein böhmischer Adliger sowie österreichischer Rittmeister und Heraldiker.

## Herkunft und Werdegang

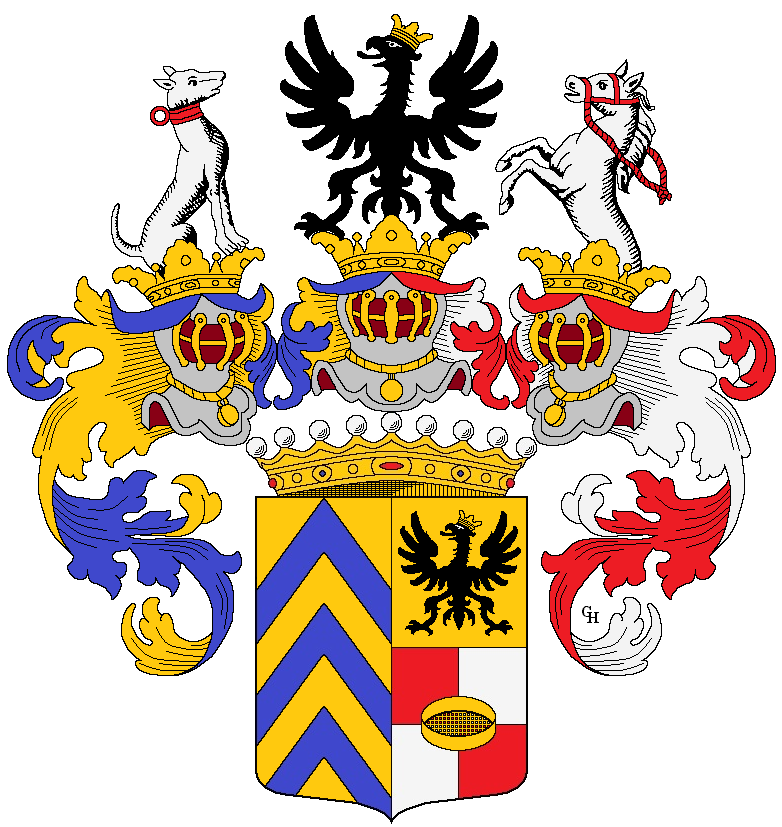
Wappen der Familie Meraviglia-Crivelli, verliehen anlässlich ihrer Erhebung in den Grafenstand 1761.

Das Uradelsgeschlecht der Meraviglia ist seit 1258 mit Albertus de Mirabilis und dessen Sohn Uhizolo nachweisbar, mit welchem die ununterbrochene Stammfolge beginnt. Dessen Söhne Alberto und Simone teilten in der ersten Hälfte des 14. Jahrhunderts die Familie in zwei Linien. In der Linie des Simone Mirabilis verehelichte sich dessen Ur-Urenkel Stefano am 24. Juli 1563 mit Lukretia Crivella, Tochter des Batista Crivelli. Durch sie kam testamentarisch der Fideikommiss der Crivelli, darunter Castellanza bei Mailand, an den Enkel der Lukretia, Filippo Franzesco Crivelli-Maraviglia. Dessen Sohn Giovanni Stefano (Johann Stephan), verehelicht mit Anna Theresia Malteni, nannte sich „Meraviglia-Crivelli“. Er war k.k. Kämmerer, Oberstleutnant und General-Adjutant in Mailand und wurde am 23. Oktober 1761 in den erbländisch-österreichischen Grafenstand erhoben. 1758 vermählte er sich mit Maria Anna Reichsgräfin von Mollard, welche die Herrschaften Gumpendorf bei Wien, Oplavan in Mähren und Olešná, ein königlich-böhmisches Lehen, in die Ehe brachte. 1765 wurde er in den böhmischen Herrenstand aufgenommen und erhielt das damit verbundene Inkolat.
Rudolf Johann Graf von Meraviglia-Crivelli absolvierte die Theresianische Ritterakademie in Wien und wurde 1853 Berufsoffizier. 1859 nahm er im Sardinischen Krieg am Feldzug in Oberitalien teil. 1860 quittierte er als Rittmeister den Dienst. Anschließend verwaltete er den Familienbesitz und widmete sich heraldischen Forschungen. Als Gründungsmitglied der Heraldische-Genealogischen Gesellschaft Adler in Wien veröffentlichte er in deren Zeitschrift mehrere Aufsätze. Zudem war er Mitarbeiter am Neuen Siebmacher, in dem er die Wappen des böhmischen Adels beschrieb.
Er heiratete am 8. Mai 1871 die Gräfin Rosine von Kolowrat-Krakowski (* 1. März 1834; † 8. August 1888). Die Ehe blieb kinderlos.

## Veröffentlichungen
- Die ältesten Siegel des böhmischen Adels.
- Beiträge aus der Böhmischen Landtafel. 1884
- Der Böhmische Adel. Bauer & Raspe Nürnberg 1866.
- Wappen Jakusich. 1885, (Jakusice, Jakus(s)ith von Orbova (Vrbona), eine südslawische Familie)
- Siebmacher´s Wappenbuch. IV. Band, 9. Abteilung (1886), Nürnberg online, PDF, welches als reprographischer Nachdruck: Siebmacher's großes Wappenbuch. Band 30; Die Wappen des böhmischen Adels. 1979, Bauer & Raspe, Neustadt an der Aisch, ISBN 3-87947-030-8, erschienen ist. Es enthält auf S. 147f. eine Übersicht der Familiengeschichte der Meraviglia-Crivelli; die Wappentafel 68 zeigt die Wappen I (Stammwappen Meraviglia. In Gold drei blaue Sparren, Helmzier: silbernes, ungezäumtes Pferd wachsend); II (Meraviglia-Crivelli) und III (Mantegazza-Meraviglia)